# Suprafixe
En linguistique, un suprafixe (parfois superfixe ou surfixe) est un type d’affixe qui ajoute une unité suprasegmentale (telle qu’un ton ou un accent tonique) à une base neutre pour donner naissance à un sens dérivé ou fléchi. 
Le terme suprafixe fut suggéré par Eugene Nida et repris par le texte phare sur la morphologie de Peter Matthews, mais est peu employé. Certains linguistiques préfèrent superfixe, un terme introduit par George L Trager pour faire référence à l’accent tonique d’un mot, qu’il considéra un morphème spécial réunissant les unités d’un mot. Dans de nombreux cas, il serait plus précis de supposer que la base ait un ton ou un accent tonique qui se voit remplacé par un autre pour des raisons de fléchissement ou dérivation. 
Comme exemples de cet affixe, un nombre de langues africaines marquent une différence de temps ou d’aspect à l’aide de tons. En mandarin 好 hǎo (être bon) avec ton bas se différencie de 好 hào (trouver bon) avec un ton descendant. En anglais, les noms à accent tonique initial dérivés de verbes à accent final, comme ['ɪn.kɹiːs] du verbe [ɪn.'kɹiːs], suivent le même principe.